# Selecció de futbol de Fiji
La selecció de futbol de Fiji és l'equip nacional de futbol de Fiji i és controlada per l'Associació de Futbol de Fiji. La selecció fijiana ha participat set cops en la Copa de Nacions de l'OFC, quedant tercera el 1998 i el 2008. Als Jocs del Pacífic ha guanyat en dues ocasions, el 1991 i el 2003.

## Resultats

### Copa del Món
- 1930 a 1978 — No participà
- 1982 — No es classificà
- 1986 — No participà
- 1990 a 2018 — No es classificà

### Copa de Nacions de l'OFC
- 1973 — Primera fase
- 1980 — Quart lloc
- 1996 — No es classificà
- 1998 — Tercer lloc
- 2000 — Es retirà
- 2002 — Primera fase
- 2004 — Quart lloc
- 2008 — Tercer lloc
- 2012 — Primera fase
- 2016 — Quarts de final

### Jocs del Pacífic
- 1963 — Subcampió
- 1966 — No participà
- 1969 — Quart lloc
- 1971 — Primera fase
- 1975 — Quart lloc
- 1979 — Subcampió
- 1983 — Subcampió
- 1987 — No participà
- 1991 — Campió
- 1995 — Tercer lloc
- 2003 — Campió
- 2007 — Subcampió
- 2011 — Quart lloc
- 2015 —

### Copa de Melanèsia
- 1988 — Campió
- 1989 — Campió
- 1990 — Tercer lloc
- 1992 — Campió
- 1994 — Subcampió
- 1996 — No participà
- 1998 — Campió
- 2000 — Campió